# Marcus Aemilius Lepidus
Marcus Aemilius Lepidus (latină: M·AEMILIVS·M·F·Q·N·LEPIDVS), (n. 89 î.Hr. sau 88 î.Hr., d. 13 î.Hr. sau începutul lui 12 î.Hr.) a fost un patrician roman care a devenit membru al celui de-al doilea triumvirat și al colegiului pontifilor Pontifex Maximus. Tatăl său, Marcus Aemilius Lepidus (120-77  î.Hr.) a fost implicat într-o rebeliune contra republicii romane, ceea ce i-a adus moartea.